# Летінгеволде
Летінгеволде (нід. Leutingewolde) — селище в нідерландській провінції Дренте. Входить до муніципалітету Норденвелд.
Його площа становить 0,64 км², а населення станом на 2021 рік складало 125 осіб.